# Paraboea
Paraboea, rod gesnerijevki iz podtribusa Loxocarpinae, dio tribusa Trichosporeae. Sastoji se od 153 vrste uglavnom iz Indokine i poluotočne Malezije, također Malezija, SI-Indija, Kina (18). 
Rod je opisan u Journal of the Straits Branch of the Royal Asiatic Society 44: 63. 1905., 

## Opis
Paraboea su trajnice, sa rozetama ili stabljikama, često drvenaste u podnožju, a ponekad s razmaknutim, drvenastim granama. Povremeno su monokarpne (umiru nakon što daju plod). Vegetativni dijelovi su obično vunasti (barem dok su stabljike mlade).
Rod je rasprostranjen diljem Malezije, od Sumatre do Nove Gvineje i od južne Kine do Bornea, uključujući i Filipine. Obično raste na vapnenačkim (rjeđe kvarcitnim) stijenama u šumi ili osunčanim mjestima na nadmorskim visinama od 100-3200 m.
Botaničari su nedavno proučavali Paraboea i njen odnos s rodovima Trisepalum i Phylloboea (Middleton et al, 2011.) i otkrili da se potonja dva roda ugnijezdila unutar Paraboea. 

## Vrste
1. Paraboea acaulis (Barnett) C. Puglisi
2. Paraboea acuta (C. B. Clarke) C. Puglisi
3. Paraboea acutifolia (Ridl.) B. L. Burtt
4. Paraboea albida (Barnett) C. Puglisi
5. Paraboea amplexicaulis (Parish ex C. B. Clarke) C. Puglisi
6. Paraboea amplifolia Z. R. Xu & B. L. Burtt
7. Paraboea angustifolia Yan Liu & W. B. Xu
8. Paraboea apiensis Z. R. Xu
9. Paraboea arachnoidea Triboun
10. Paraboea argentea Z. R. Xu
11. Paraboea axillaris Triboun
12. Paraboea babae D. J. Middleton
13. Paraboea bakeri M. R. Hend.
14. Paraboea banyengiana B. L. Burtt
15. Paraboea barnettiae C. Puglisi
16. Paraboea berouwensis Z. R. Xu & B. L. Burtt
17. Paraboea bhumiboliana Triboun & Chuchan
18. Paraboea bintangensis B. L. Burtt
19. Paraboea birmanica (Craib) C. Puglisi
20. Paraboea brachycarpa (Ridl.) B. L. Burtt
21. Paraboea brevipedunculata W. H. Chen & Y. M. Shui
22. Paraboea brunnescens B. L. Burtt
23. Paraboea burttii Z. R. Xu
24. Paraboea caerulescens (Ridl.) B. L. Burtt
25. Paraboea candidissima B. L. Burtt
26. Paraboea capitata Ridl.
27. Paraboea changjiangensis F. W. Xing & Z. X. Li
28. Paraboea chiangdaoensis Z. R. Xu & B. L. Burtt
29. Paraboea chumphonensis Triboun
30. Paraboea clarkei B. L. Burtt
31. Paraboea cochinchinensis (C. B. Clarke) B. L. Burtt
32. Paraboea connata (Craib) C. Y. Wu
33. Paraboea crassifila W. B. Xu & J. Guo
34. Paraboea crassifolia (Hemsl.) B. L. Burtt
35. Paraboea detergibilis (C. B. Clarke) B. L. Burtt
36. Paraboea dictyoneura (Hance) B. L. Burtt
37. Paraboea divaricata (Ridl.) B. L. Burtt
38. Paraboea doitungensis Triboun & D. J. Middleton
39. Paraboea dolomitica Z. Y. Li, X. G. Xiang & Z. Y. Guo
40. Paraboea dushanensis W. B. Xu & M. Q. Han
41. Paraboea eburnea Triboun
42. Paraboea effusa B. L. Burtt
43. Paraboea elegans (Ridl.) B. L. Burtt
44. Paraboea ferruginea (Ridl.) Ridl.
45. Paraboea filipes (Hance) B. L. Burtt
46. Paraboea fimbriata C. Puglisi & Phutthai
47. Paraboea glabra (Ridl.) B. L. Burtt
48. Paraboea glabrescens (Barnett) C. Puglisi
49. Paraboea glabriflora (Barnett) B. L. Burtt
50. Paraboea glabrisepala B. L. Burtt
51. Paraboea glandulifera (Barnett) C. Puglisi
52. Paraboea glanduliflora Barnett
53. Paraboea glandulosa (B. L. Burtt) C. Puglisi
54. Paraboea glutinosa (Hand.-Mazz.) K. Y. Pan
55. Paraboea gracillima Kiew
56. Paraboea graniticola Z. R. Xu
57. Paraboea guilinensis L. Xu & Y. G. Wei
58. Paraboea hainanensis (Chun) B. L. Burtt
59. Paraboea halongensis Kiew & T. H. Nguyên
60. Paraboea harroviana (Craib) Z. R. Xu
61. Paraboea havilandii (Ridl.) B. L. Burtt
62. Paraboea hekouensis Y. M. Shui & W. H. Chen
63. Paraboea incudicarpa B. L. Burtt
64. Paraboea insularis Triboun
65. Paraboea kalimantanensis Z. R. Xu & B. L. Burtt
66. Paraboea khaoyaica Kaitongsuk, Triboun & Sungkaew
67. Paraboea khotamiae Phonep. & Souvann.
68. Paraboea lambokensis Kiew
69. Paraboea lanata (Ridl.) B. L. Burtt
70. Paraboea lancifolia (Ridl.) B. L. Burtt
71. Paraboea lavandulodora Triboun
72. Paraboea laxa (Ridl.) Ridl.
73. Paraboea leopoldii K. M. Wong, J. T. Pereira, Sugau & S. P. Lim
74. Paraboea leporina (H. J. Lam) B. L. Burtt
75. Paraboea leuserensis B. L. Burtt
76. Paraboea longipetiolata (B. L. Burtt) C. Puglisi
77. Paraboea luzoniensis Merr.
78. Paraboea maculata C. Puglisi
79. Paraboea mahaxayana Z. R. Xu & B. L. Burtt
80. Paraboea manhaoensis Y. M. Shui & W. H. Chen
81. Paraboea martini (H. Lév. & Vaniot) B. L. Burtt
82. Paraboea mataensis Z. R. Xu & B. L. Burtt
83. Paraboea meiophylla B. L. Burtt
84. Paraboea middletonii Triboun
85. Paraboea minahassae (Teijsm. & Binn.) B. L. Burtt
86. Paraboea minor (Barnett) B. L. Burtt
87. Paraboea minuta (Kraenzl.) B. L. Burtt
88. Paraboea minutiflora D. J. Middleton
89. Paraboea myriantha Y. M. Shui & W. H. Chen
90. Paraboea nagalandiana Deb & Ratna Dutta
91. Paraboea nana Triboun & Dongkumfu
92. Paraboea nanxiensis Lei Cai & Gui L. Zhang
93. Paraboea nervosissima Z. R. Xu & B. L. Burtt
94. Paraboea neurophylla (Collett & Hemsl.) B. L. Burtt
95. Paraboea nobilis Triboun & D. J. Middleton
96. Paraboea nutans D. Fang & D. H. Qin
97. Paraboea obtusa (C. B. Clarke) C. Puglisi
98. Paraboea paniculata (Ridl.) B. L. Burtt
99. Paraboea paramartinii Z. R. Xu & B. L. Burtt
100. Paraboea paraprimuloides Z. R. Xu
101. Paraboea parviflora (Ridl.) B. L. Burtt
102. Paraboea patens (Ridl.) B. L. Burtt
103. Paraboea peltifolia D. Fang & L. Zeng
104. Paraboea peninsularis Triboun & D. J. Middleton
105. Paraboea phanomensis Triboun & D. J. Middleton
106. Paraboea planiflora Souvann. & Lanors.
107. Paraboea prazeri (B. L. Burtt) C. Puglisi
108. Paraboea prolixa (C. B. Clarke) B. L. Burtt
109. Paraboea pubicorolla Z. R. Xu & B. L. Burtt
110. Paraboea puglisiae Triboun & D. J. Middleton
111. Paraboea punggulensis Kiew
112. Paraboea quercifolia Triboun
113. Paraboea rabilii Z. R. Xu & B. L. Burtt
114. Paraboea ridleyi Elmer
115. Paraboea robustau (B. L. Burtt) C. Puglisi
116. Paraboea romklaoensis D. J. Middleton & Tribon
117. Paraboea rosea Triboun
118. Paraboea rufescens (Franch.) B. L. Burtt
119. Paraboea sabahensis Z. R. Xu & B. L. Burtt
120. Paraboea sangwaniae Triboun
121. Paraboea scabriflora B. L. Burtt
122. Paraboea schefferi (H. O. Forbes) B. L. Burtt
123. Paraboea siamensis Triboun
124. Paraboea sinensis (Oliv.) B. L. Burtt
125. Paraboea sinovietnamica W. B. Xu & J. Guo
126. Paraboea speciosa (Rech.) B. L. Burtt
127. Paraboea speluncarum (B. L. Burtt) B. L. Burtt
128. Paraboea stellata D. J. Middleton
129. Paraboea strobilacea (Barnett) C. Puglisi
130. Paraboea subplana (B. L. Burtt) C. Puglisi
131. Paraboea suffruticosa (Ridl.) B. L. Burtt
132. Paraboea swinhoei (Hance) B. L. Burtt
133. Paraboea takensis Triboun
134. Paraboea tarutaoensis Z. R. Xu & B. L. Burtt
135. Paraboea tenuicalyx Triboun
136. Paraboea tetrabracteata F. Wen, Xin Hong & Y. G. Wei
137. Paraboea thorelii (Pellegr.) B. L. Burtt
138. Paraboea trachyphylla Z. R. Xu & B. L. Burtt
139. Paraboea treubii (H. O. Forbes) B. L. Burtt
140. Paraboea trisepala W. H. Chen & Y. M. Shui
141. Paraboea umbellata (Drake) B. L. Burtt
142. Paraboea uniflora Z. R. Xu & B. L. Burtt
143. Paraboea vachareea Triboun & Sonsupab
144. Paraboea variopila Z. R. Xu & B. L. Burtt
145. Paraboea velutina (W. T. Wang & C. Z. Gao) B. L. Burtt
146. Paraboea verticillata (Ridl.) B. L. Burtt
147. Paraboea villosa Aver., W. B. Xu & K. S. Nguyen
148. Paraboea vulpina Ridl.
149. Paraboea wenshanensis Xin Hong & F. Wen
150. Paraboea xiangguiensis W. B. Xu & B. Pan
151. Paraboea xylocaulis Triboun
152. Paraboea yunfuensis F. Wen & Y. G. Wei
153. Paraboea zunyiensis Tan Deng, F. Wen & R. B. Zhang